# Iwan Safronow
Iwan Iwanowicz Safronow (ros. Иван Иванович Сафронов, ur. 1955, zm. 2 marca 2007) – rosyjski dziennikarz.
Safronow dla Kommiersanta pracował od 1997 roku. Jako były pułkownik Wojskowych Sił Kosmicznych Federacji Rosyjskiej, specjalizował się w tematyce militarnej. W ostatnim okresie życia pisał między innymi o aferach w wojsku.
2 marca 2007 roku Safronow wypadł z okna na piątym piętrze (defenestracja) i zmarł wkrótce po upadku. Natychmiast po jego śmierci pojawiły się spekulacje, że jest ona związana z tematyką jego artykułów.